# Европска јужна опсерваторија
Европска јужна опсерваторија (енгл. European Southern Observatory), или скраћено ESO, формалан назив је Европска организација за астрономско истраживање у јужној хемисфери (енгл. European Organisation for Astronomical Research in the Southern Hemisphere), је међународна истраживачка организација која се бави астрономијом и у њој учествује петнаест земаља. Основана је 1962. године, са седиштем у Гархингу, и током свог постојања обезбедила је астрономима најмодерније телескопе за истраживање космоса у јужној хемисфери. Организација упошљава око 730 запослених, а земље учеснице годишње обезбеђују приближно 143 милиона евра за њен рад. Опсерваторије ESO се налазе у Чилеу. Управа ESO-а се налази у Гархингу код Минхена, у Немачкој. Међутим, с обзиром на то да се сви телескопи налазе на јужној Земљиној хемисфери и да су намењени за посматрање јужног неба, организација носи назив Европска јужна опсерваторија.
Европска јужна опсерваторија је изврстан пример међународне сарадње која је током протеклих 50 година довела до низа великих научних открића у подручју модерне астрономије и астрофизике. Иако многима непозната као таквa, ESO је по службеним статистикама најпродуктивнија астрономска опсерваторија на свету, са око 700 научних радова објављених годишње. ESO је основана 1962. и тренутно броји 15 земаља чланица; води три астрономски веома битна подручја у Атакама пустињи у Чилеу: Ла Сила, Паранал и Чајнантор, на којима се налази велики број телескопа. Сва три подручја су изузетно погодна за астрономска посматрања и што се тиче астронома, имају четири веома битна својства: највећи број ведрих дана у години, ниска влажност ваздуха, велика надморска висина и потпуни мрак.
Осим што у својој научној понуди има највећи и најмодернији оптички телескоп данас, Веома велики телескоп или VLT, ESO тренутно ради на конструкцији и остварењу неких од најамбициознијих астрономских пројеката на свету: Европски екстремно велики телескоп или  (енгл. European Extremely Large Telescope) и радио телескопи ALMA. Када се заврши 2025, E-ELT ће бити највећи оптички телескоп на свету (објектив пречника 40 m), неколико пута већег примарног огледала од тренутно највећег телескопа. ALMA ствара до десет пута оштрије слике, у подручју радио и инфрацрвене астрономије.
ESO-ови посматрачки објекти су произвели многа астрономска открића од којих је формирано неколико астрономских каталога. Открића ове организације укључују запажање најудаљеније експлозије гама зрака и доказе о црној рупи у центру Млечног пута. Године 2004, VLT је омогућио астрономима да добију прву слику екстрасоларне планете (2M1207b) која кружи око смеђег патуљка удаљеног 173 светлосних година. Трагач радијалне брзине планета велике тачности (HARPS) инсталиран на старијем телескопу ESO од 3,6 m довео је до открића екстрасоларних планета, укључујући Глизе 581 ц - једну од најмањих планета виђених изван Сунчевог система.
| Земља чланица        | Приступила                              |
| -------------------- | --------------------------------------- |
| Белгија              | 1962. године                            |
| Немачка              | 1962. године                            |
| Француска            | 1962. године                            |
| Холандија            | 1962. године                            |
| Шведска              | 1962. године                            |
| Данска               | 1967. године                            |
| Швајцарска           | 1981. године                            |
| Италија              | 25. 05. 1982. године                    |
| Португалија          | 27. 06. 2000. године                    |
| Уједињено Краљевство | 08. 07. 2002. године                    |
| Финска               | 01.07. 2004. године                     |
| Шпанија              | 01.07. 2006. године                     |
| Чешка                | 01. 01. 2007. године                    |
| Аустрија             | 01. 07. 2008. године                    |
| Бразил               | 29. 12. 2010. године (није ратификован) |
| Пољска               | 28. 10. 2014. године                    |

## Веома велики телескоп
Веома велики телескоп или  (енгл. Very Large Telescope) је највећи оптички телескоп на свету, смештен у Чилеу, у пустињи Атакама. Чине га четири 8,2 m телескопа - сваки милијарду пута снажнији од људског ока. Повезани рачунаром, телескопи прикупе толико светлости колико и једно 16,4 m огледало. Кад се повежу с три друга 1,8 m телескопа Европске јужне опсерваторије (ESO), њима се може видети много појединости на небу (нпр.: астронаут који хода Месечевом површином).
Веома велики телескоп је тренутно најпродуктивнија и најмоћнија астрономска опсерваторија на планети, која се налази на платоу Серо Паранал, на висини од 2400 метара. VLT се састоји од четири главна телескопа, са пречником примарног огледала од 8,2 метра и од четири помоћна, покретна телескопа, пречника 1,8 метара. С обзиром на његов научни значај и својства, годишње се добија 4-6 пута више захтева за кориштење VLT-ија од броја распложивих сати.
Иако посматрано у оквирима величине примарног огледала VLT није ништа посебно (Гран Канарија телескоп 10,4 m, Кек опсерваторија 10 m), његова предност у односу на друге је та што појединачне телескопске јединице могу да се сложе у интерферометар, пружајући астрономима могућност да посматрају небо до најситнијих детаља, као да га посматрају кроз много већи телескоп. Индивидуални телескопи могу да буду сложени у групу од два или три, али и да буду кориштени појединачно, што је у највећем броју осматрања и случај.

## Ла Сила опсерваторија
Ла Сила је планина, која се налази на рубу Атакама пустиње неких 600  северно од Сантијага де Чиле, главног града Чилеа, има неколико ESO телескопа. Ово је прва ESO опсреваторија, која ради још од 1977. Са око 300 објављених научних радова годишње, Ла Сила опсерваторија се по продуктивности налази на другом месту, одмах иза VLT-а.
Ова планина, настањена великим бројем телескопима, налази се на једном од најмрачнијих и најусамљенијих места на планети Земљи. Као и Паранал, задовољава све услове који једно место чине савршеним за астрономска осматрања. Такозвани NTT (енгл. New Technology Telescope) или ESO 3,6 метара телескоп само су неки од оперативних астрономских „постројења“ која су довела до веома важних научних открића. ESO 3,6 метара телескоп је има најпрецизнији спектроскоп који се користи за лов на екстрасоларне планете.
HARPS инструмент (енгл. High Accuracy Radial velocity Planet Searcher) је заслужан за откриће прве екстрасоларне планете сличне Земљи, која би могла да буде прва настањива планета изван Сунчевог система. HARPS-ова специјалност су планете веома мале масе, које је с разлогом тешко уочити. Такође, неки од телескопа са Ла Силе су играли кључну улогу у повезивању процеса као што су високо-енергетске експлозије гама зрака – најмоћније експлозије у свемиру од Великог праска – и смрти масивних звезда. Ла Сила даје и велики допринос разумевању процеса смрти масивних звезда, тзв. супернова, и била је једна од првих опсерваторија која је пратила експлозију супернове 1987А која се догодила у суседној галаксији, Великом Магељановом облаку.

### Геодетски телескопи
Такозвани ESO „геодетски“ (енгл. survey) телескопи, који ће током наредних година мапирати огромне делове неба, такође су једни од најнапреднијих ESO телескопа. Иако су VLT и NASA/ESA свемирски телескоп Хабл веома моћни алат сама по себи, њихова мана се састоји у томе што могу да снимају веома мале делове неба одједном. VISTA (енгл. Visible and Infrared Survey Telescope for Astronomy) и VST су, међутим, конструисани тако да могу да снимају широке делове неба веома брзо и прецизно.
Ова два телескопа ће током наредних година обавити низ добро припремљених и планираних скенирања неба и прикупити толико података да ће их астрономи проучавати бар наредне две деценије. Са досадашњих 24 терабајта које годишње снима VLT, укупна количина информација ће по години скочити за 100 терабајта, када оба телескопа буду у пуној употреби. Такође, мапирањем неба VISTA и VST ће отворити пут новим нараштајима, највећем будућем оптичком телескопу E-ELT-ију и Џејмс Веб телескопу.
VISTA је почела с радом у септембру 2009, док се почетак истраживања са VST-ом започео 2011. године. VISTA је тренутно највећи телескоп за мапирање неба у инфрацрвеном подручју спектра и са својим напредним детекторима високе осетљивости и ширококутним камерама приказује јужно небо у потпуно новом погледу.

### Европски екстремно велики телескоп
Када се заврши и пусти у рад (2025.) Еуропски екстремно велики телескоп или  (енгл. European-Extremely Large Telescop), је највеће „око“ уперено ка небу, које снима и истражује свемир до најситнијих детаља. E-ELT снима у подручју видљиве светлости, али и у области инфрацрвене светлости – светлост мало већих таласних дужина - коју човеково око не може да види.
Примарно огледало E-ELT-а ће бити широко као половина фудбалског игралишта, тачније пречник огледала ће износити 42 метра и скупљаће 15 пута више светлости него иједан оптички телескоп данас. Телескоп ће имати напредан систем од пет огледала, који укључује и веома напредну адаптивну оптику, која се користи за изоштравање астрономских слика које често бивају замућене услед ваздушних струјања у нашој атмосфери. Огромно примарно огледало ће се састојати из 1000 хексагоналних делова, пречника 1,4 метра, а дебљине свега 5 центиметара.
E-ELT ће истраживања у модерној астрономији одвести неколико корака унапред. Својим огромним огледалом пречника 42 метра и адаптривном оптиком биће у стању не само да открива планете сличне Земљи, него и да снима атмосфере ових објеката, откривајући њихов хемијски састав, а самим тим биће могуће да се открију нова подручја могућег живота у свемиру. Такође, E-ELT ће снимати и анализирати протопланетарне облаке, који представљају најраније фазе у формирању планета, а његови високорезолуцијски мерни инструменти ће открити да ли у тим облацима постоје молекули воде или неки органски молекули.
Али то није све. Огромно огледало E-ELT-ија ће снимати најстарије објекте у свемиру – скупљаће светлост најранијих објеката у свемиру, којој је требало неколико милијарди година да стигне до нас. На овај начин човек гледа директно у прошлост: у време када су се први објекти у свемиру стварали, пратећи њихову еволуцију. Такође, E-ELT ће помоћи да се веома детаљно попише и заокружи листу свих хемијских елемената заступљених у огромним облацима међузвезданог гаса и прашине, али и да се швати како су настајали током времена и како се њихова заступљеност мењала.
Огледала адаптивне оптике су веома скупи комади високе технологије. Ова огледала су рачунарски контролисана и око 5000 тзв. актуатора обликују њихову површину и до неколико хиљада пута у секунди, како би исправили долазећу светлост из свемира, која трепери услед веома турбулентних збивања у нашој атмосфери. Самим тим, адаптивна оптика исправља и изоштрава добијене слике, побољшава им разлучивост и открива много више детаља о свемиру. E-ELT ће се градити у подручју Серо Армазонес, које се налази на само 20  од -а.

## Радио телескопи
Високо на равници Чајнантор, на висини око 5100 метара, у чилеанској Атакама пустињи, ESO заједно с међународним сарадницима су изградили телескоп , који проучава неке од најхладнијих и најтамнијих објеката у свемиру. Таласна дужина ове светлости је реда величине милиметра, и налази се у инфрацрвеном и радио делу спектра електромагнетског зрачења. Оваква светлост потиче од објеката који се налазе тек неколико десетина ступњева изнад апсолутне нуле, најниже могуће температуре у природи. Такође, сличну светлост шаљу и веома стари објекти у свемиру, који су настали у почетној фази еволуције свемира, а чија се таласна дужина светлости „растегла“ на свом путу к нама.
На овај начин, астрономи могу да открију хемијски састав, али и природу процеса који се дешавају у огромним, тамним облацима међузвезданог молекуларног плина – густа подручја у свемиру где се рађају нове звезде и планетарни системи. Ови делови свемира су обично непрозирни за видљиву светлост, али сјаје веома снажно у подручју радио и инфрацрвене светлости. Стога ALMA отвора један нови прозор у мрачан и хладан свемир, који човечанство још увек не познаје добро. Како је ова врста светлости у великој мери апсорбована од стране водене паре у нашој астмосфери, веома је битно да се једна оваква опсерваторија налази у области као што је Чајнантор – на 5100 m надморске висине, с веома ниском влажношћу ваздуха.
ESO је, заједно с другим међународним сарадницима, био извођач овог амбициозног пројекта: 66 радио телескопа (антена), пречника 12 и 7 метара на 5100 метара надморске висине. Ових 66 антена се може користити као један огромни телескоп – тзв. интерферометар. Антене се могу подесити на удаљеност од 150 метара до 18 километара, те ALMA може да снима небо и до 10 пута оштрије од свемирског телескопа Хабл, који се налази изван негативног утицаја наше атмосфере, 600  изнад површине Земље. Иако не снима истој области електромагнетног зрачења (светлости), ALMA доноси слику веома хладног свемира, скривеног иза густих слојева прашине и плина. Како ови облаци међузведане прашине заклањају поглед у свемир и блокирају видљиву светлост, коју снима Хабл као и други оптички телескопи, ALMA открива свемир у разлучивости која до сада није била виђена. Радови на ALMA-и су завршени око 2013. године.